# DiDi
Didi Chuxing Technology Co. (Eigenschreibweise: DiDi; Chinesisch: 滴滴出行; Pinyin: Dīdī Chūxíng) ist ein chinesisches Dienstleistungsunternehmen, das Fahrdienstleistungen vermittelt.

## Geschichte
Cheng Wei veröffentlichte im Juni 2012 unter dem Namen Didi Dache eine App zur Bestellung von Taxis. Im November 2012 wurde das Unternehmen erstmals durch Tencent unterstützt. Nach weiteren Finanzierungsrunden folgte 2015 die Fusion mit dem größten Konkurrenten Kuaidi Dache (快的打车 Kuàidí Dǎchē), der unter anderem durch Alibaba finanziert wurde. Durch die Fusion deckte DiDi nun 90 % des Markts für Taxi-Vermittlung in China ab.
Seit Mitte der 2010er Jahre investiert und operiert DiDi auch international.
Im August 2016 übernahm das Unternehmen Uber China und erreichte dadurch eine Marktbewertung von rund 35 Milliarden US-Dollar.
Am 30. Juni 2021 ging DiDi an die New Yorker Börse NASDAQ und sammelte dadurch 4,4 Milliarden Dollar ein. Am 4. Juli 2021 ordnete die Internet-Aufsichtsbehörde Chinas die einstweilige Entfernung der DiDi-App aus allen chinesischen Appstores an, weil sie unter Verstoß gegen das Netzwerksicherheitsgesetz der Volksrepublik China widerrechtlich persönliche Daten der Benutzer gesammelt und ausgewertet habe. Nutzer, die die App bereits heruntergeladen haben, können sie aber weiterhin verwenden. DiDi kündigte eine Überarbeitung seiner App an.
Anfang Dezember 2021 kündigte DiDi seinen sofortigen Rückzug von der New Yorker Börse an. Stattdessen werde die Notierung an der Hongkonger Börse vorbereitet.
2023 übernahm Xpeng von DiDi die Sparte Autoentwicklung. Da die Übernahme in Aktien bezahlt wird, wird DiDi mit rund 3,25 % Anteilhalter von Xpeng. Aus der Zusammenarbeit entstand die Kompaktklasse-Limousine Xpeng M03, die im Juni 2024 vorgestellt wurde.

## Dienstleistungen
Nebst dem primären Geschäftsfeld der Fahrdienst-Vermittlung ist das Unternehmen auch in den Bereichen Fahrradverleih und Busverkehr tätig. Insgesamt werden rund 550 Millionen Nutzer bedient und über 7 Milliarden Fahrten pro Jahr abgewickelt.

## Aktionäre
Größter Aktionär ist mit über 20 % der Vision Fund, ein Risikokapitalfonds der japanischen SoftBank-Gruppe. Zweitgrößter Aktionär ist der US-amerikanische Fahrdienstleister Uber Technologies, dessen größter Einzelaktionär ebenfalls SoftBank ist (Stand Juli 2021). Ein weiterer großer Aktionär ist Apple.